# Чеплє (Врансько)
Чеплє (словен. Čeplje) — поселення в общині Врансько, Савинський регіон, Словенія. 
Висота над рівнем моря: 321,7 м.